# Stockholm-szindróma
A Stockholm-szindróma (Helsinki-szindróma néven is ismert, l. alább) egy stockholmi túszdrámáról kapta a nevét. Lényege, hogy a túszok – és a kiszolgáltatott helyzetben lévő emberek esetenként – szimpátiát kezdenek érezni kínzóik, rabtartóik iránt. Megfigyelhető továbbá ápolás alatt álló személy és ápoló vagy orvosa között is, de nem olyan erőteljes módon, mint a Florence Nightingale-szindrómánál. Ez furcsa; józan ésszel azt hihetnénk, hogy gyűlölniük kellene őket. Általában ez így is van; olykor azonban nem ez történik. A Stockholm-szindróma olyankor léphet fel, amikor a sok bántalmazás mellett a rab, miközben teljesen ki van szolgáltatva fogvatartójának, figyelmet, felületes kedvességet tapasztal részéről.

## A név eredete
1973-ban Stockholmban két rabló – közülük az egyik név szerint Clark Olofsson – megtámadott egy bankot, túszul ejtett négy alkalmazottat, majd öt és fél napig fogva tartotta őket. A 131 órán át tartó összezártság különös hatással volt a túszokra: annyira megkedvelték fogvatartóikat, hogy kiszabadulásuk után gyűjtést rendeztek a rablók jogi védelmének költségeire. A Stockholm-szindróma történettel kapcsolatban sok álhír keletkezett, a legelterjedtebb, miszerint egy volt túsz később el is jegyezte magát az egyik bűnözővel.[forrás?]

## Névváltozata, a „Helsinki-szindróma”
A Stockholm-szindróma Helsinki-szindróma néven is ismert; több helyen így hivatkoznak a túszejtések áldozatainál megfigyelt különleges jelenségre.
A Helsinki-szindróma elnevezés a Drágán add az életed! (Die Hard, 1988) című filmben tűnt fel: Egy TV-műsorban egy pszichológus beszélt Helsinki-szindrómáról. A műsorvezető felhívta a nézők figyelmét, hogy „Helsinkiről nevezték el, ami Svédországban van. – Nem, Finnországban”, helyesbített a pszichológus.
Ugyanígy A mennyország kapujában (1996) című német filmben a főszereplő Til Schweiger mint rendőrségi pszichológus elköveti ugyanezt a tévedést.
Hasonlóan tesz az X-akták című sorozat „Elbújik a fényben” című részében Mulder ügynök, amikor rokonszenvezni kezd a túszejtőjével, de kétségbe vonja, hogy ez az eset egy „Folie à deux” vagy Helsinki-szindróma lenne.

## Lima-szindróma
A Stockholm-szindróma fordítottja a Lima-szindróma, amikor a fogvatartó kezd szimpatizálni a fogollyal. A Lima-szindróma az 1971-es limai Banco America túszdrámájáról kapta a nevét. 
Összességében nem sok információ áll rendelkezésre a Lima-szindrómáról. Bár a hírekben és a populáris kultúrában is van rá néhány lehetséges példa, a tudományos kutatások és esettanulmányok továbbra sem szolgálnak elengedő információval. 

## Agymenők
Az Agymenők c. sitcom sorozat utolsó része a Stockholm Szindróma címet kapta (angolul The Stockholm Syndrome). Ez egyértelműen utal két dologra is: a Nobel-díj kiosztása Svédországban, Stockholmban van; de utal arra is, hogy Sheldon mindig is megalázóan beszélt másokkal, lelkileg kikészítette az embereket, ám az utolsó részben egy gyönyörű beszédben a Nobel-közösség előtt elmondja, mennyire szereti a barátait.

## Kánikulai délután
Az 1975-ös Sidney Lumet által rendezett Kánikulai délután egy megtörtént esetet ír le: egy Brooklynban lévő bankot akart kirabolni 1972. augusztus 22-én John Wojtowicz és Salvatore Naturile. A filmben a fogvatartottak és a fogvatartók is szimpatizálnak egymással, helyenként komikus szituációkat teremtve ezzel.

## További híres esetek
Patty Hearst esete (1974): Patty Hearst, a Hearst sajtómágnás család örökösét a Symbionese Liberation Army (SLA) nevű terrorszervezet rabolta el a berkeley-i lakásából. Két hónappal később egy bankrablás során ő is látható volt, miközben részt vett az akcióban. A védőügyvédje azzal érvelt, hogy Patty agymosáson esett át és Stockholm-szindrómában szenvedett.
Jaycee Dugard esete (1991): Jaycee-t 11 évesen rabolták el, és 18 évig tartották fogva. A két elrablója által két gyermeknek adott életet és bár többször is lehetősége lett volna a szökésre, nem tett lépéseket ennek érdekében. Sokan úgy vélik, hogy ez a Stockholm-szindróma jele volt.